# Ciserano
Ciserano – miejscowość i gmina we Włoszech, w regionie Lombardia, w prowincji Bergamo.
Według danych na styczeń 2009 gminę zamieszkiwało 5698 osób przy gęstości zaludnienia 1096 os./1 km².

## Linki zewnętrzne

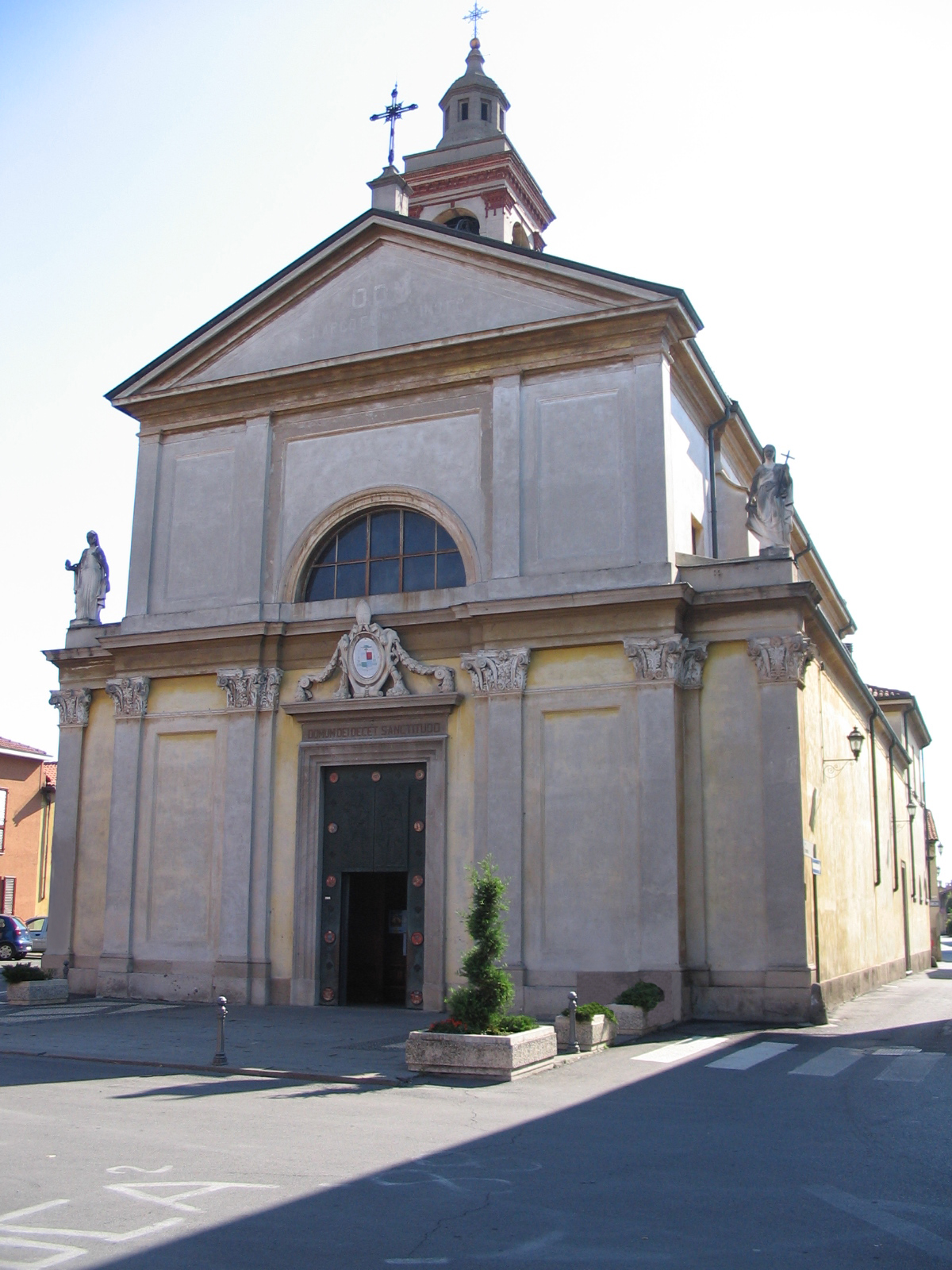
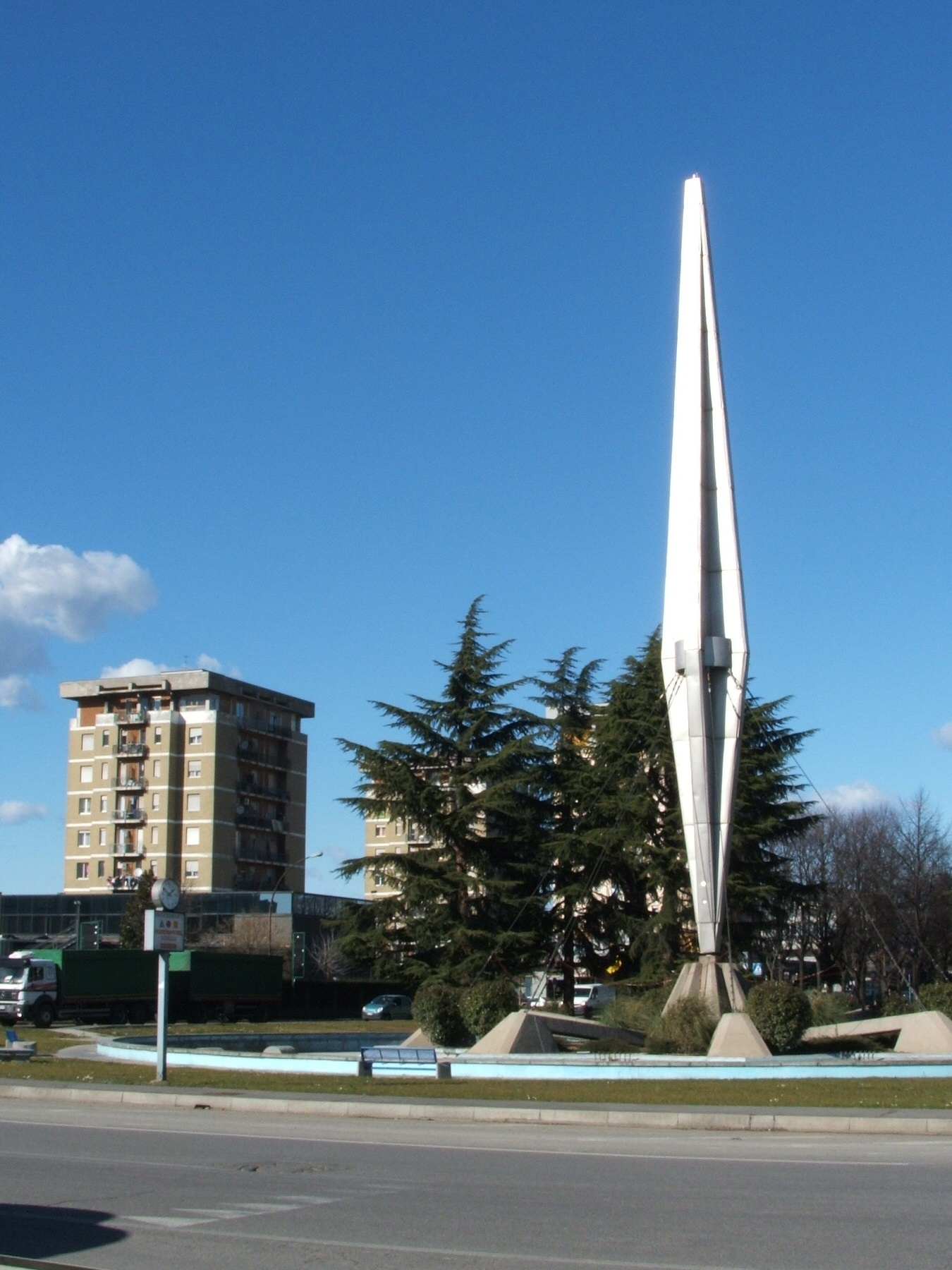